# El Imaginario (psicoanálisis)

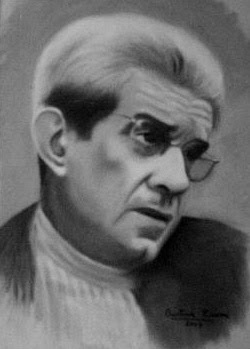
Ilustración de Jacques Lacan

El orden imaginario es uno de los tres términos de la teoría psicoanalítica de Jacques Lacan, junto con lo simbólico y lo real. Cada uno de los tres términos surgió gradualmente con el tiempo y experimentó una evolución durante el desarrollo del pensamiento de Lacan. De estos tres términos, el "imaginario" fue el primero en aparecer, mucho antes del Informe de Roma de 1953 cuando la noción de "simbólico" se puso en primer plano. De hecho, mirando hacia atrás a su desarrollo intelectual desde el punto de vista de la década de 1970, Lacan lo resumió de la siguiente manera: 

"Comencé con lo imaginario, luego tuve que analizar la historia de lo simbólico ... y terminé presentando este famoso real".
Jacques Lacan

 En consecuencia, el trabajo de Lacan a menudo se divide en tres períodos:
- El imaginario (1936–1953)
- El simbólico (1953–1963)
- El real (1963–1981)[4]

Con respecto a lo primero, Lacan consideraba el 'imago' como el estudio apropiado de la psicología y la identificación como el proceso psíquico fundamental. Lo imaginario era entonces la dimensión de las imágenes, conscientes o inconscientes, percibidas o imaginadas.  Sería en la década o dos siguientes a su entrega en 1936 de Le stade du miroir en Marienbad que el concepto de Imaginario de Lacan estaba más plenamente articulado. 

## El orden imaginario
La base del orden imaginario es la formación del ego en la "etapa espejo". Al articular el ego de esta manera, la categoría de lo imaginario proporciona la base teórica para una polémica de larga data contra la psicología del ego, por parte de Lacan. Dado que el ego se forma al identificarse con la contraparte o la imagen especular, la "identificación" es un aspecto importante del imaginario. La relación, por la cual el ego está constituido por la identificación, es un lugar de "alienación", otra característica del imaginario, y es fundamentalmente narcisista: así, Lacan escribió sobre "las diferentes fases de la identificación imaginaria, narcisista y especular: los tres adjetivos son equivalentes," : 188  que componen la historia del ego. 
Si "lo Imaginario, lo Simbólico y lo Real son una trinidad impía cuyos miembros podrían fácilmente llamarse Fraude, Ausencia e Imposibilidad", entonces lo Imaginario, un reino de apariencias superficiales que son inherentemente engañosas, es "Fraude". 

## El Cuerpo Fragmentado
Para Lacan, la fuerza impulsora detrás de la creación del ego como imagen especular fue la experiencia previa de la fantasía del cuerpo fragmentado. Lacan no era un kleiniano, aunque fue el primero en Francia en descifrar y alabar su trabajo, pero la fantasía amenazadora y regresiva de 'el cuerpo en pedazos' está explícitamente relacionada por Lacan con la posición paranoica de  Melanie Klein. La fantasía específica de Klein de que algo dentro de la persona busca separarlo y matarlo por desmembramiento alimentó para Lacan la sucesión de fantasías que se extienden desde una imagen corporal fragmentada hasta la asunción de la armadura de una identidad alienante  para el ego como otra identificación, como" fraude".

## Lo simbólico
Con el creciente protagonismo de lo simbólico en el pensamiento de Lacan después de 1953, lo imaginario se ve con una luz bastante diferente, según lo estructurado por el orden simbólico. Todavía es el caso de que el cuerpo en piezas encuentra su unidad en la imagen del otro o su propia imagen especular pero el análisis ya no consiste en la realización imaginaria del sujeto para hacerlo bien redondeado, este ego, para definitivamente ha integrado todos sus estados fragmentarios desarticulados, sus extremidades dispersas, sus fases pregenitales, sus impulsos parciales. En cambio, uno encuentra una guía más allá de lo imaginario, en el nivel del plano simbólico.
También se hizo evidente que lo imaginario implica una dimensión lingüística: mientras que el significante es la base de lo simbólico, el "significado" y la "significación" pertenecen al imaginario. Por lo tanto, el lenguaje tiene aspectos simbólicos e imaginarios: las palabras mismas pueden sufrir lesiones simbólicas y realizar actos imaginarios de los cuales el paciente es el sujeto. De esta manera, el habla puede convertirse en un objeto imaginario, o incluso real.
Para el Lacan de los años cincuenta, toda la experiencia analítica se desarrolla, en la unión de lo imaginario y lo simbólico, con esta última como la clave central para el crecimiento: el objetivo en el análisis de neuróticos es eliminar la interferencia en relaciones simbólicas creadas por relaciones imaginarias disipando identificaciones imaginarias. Lo imaginario era el problema, lo simbólico la respuesta, de modo que todo un segmento de la experiencia analítica no es otra cosa que la exploración de callejones sin salida de la experiencia imaginaria. Por lo tanto, es en la desintegración de la unidad imaginaria constituida por el ego que el sujeto encuentra el material significante de sus síntomas, la crisis de identidad cuando el sistema del falso yo se desintegra.

## Etapa tardía
Así como el predominio temprano de lo imaginario se eclipsó después del Informe de Roma, también a fines de los años sesenta, lo simbólico sería eclipsado por lo real, ya que a partir de este momento, Lacan minimiza el complejo de Edipo, visto como una mítica versión de la organización inconsciente.
 

Sin embargo, Lacan aún podría afirmar que:
"...el objetivo de mi enseñanza ... es disociar ... lo que pertenece a lo imaginario y ... lo que pertenece a lo simbólico". 
En los nudos borromeos, consideró que había encontrado una posible contraparte topológica de las interconexiones de lo imaginario, lo simbólico y lo real. El seminario de Lacan era a veces poco más que una demostración silenciosa de las propiedades de los nudos entrelazados que ilustraban la imbricación de lo real, lo simbólico y lo imaginario.

## Cultura francesa
El uso del adjetivo imaginario como sustantivo se remonta a las obras del novelista André Gide y probablemente le dio mayor importancia a L'Imaginaire de Sartre" En las manos de Lacan, el Imaginario estuvo cerca de ser una máquina interpretativa omnívoramente colonizadora: por lo tanto, René Girard lamentó que "para el lacaniano, lo que yo llamo mimético debe corresponder a ... 'capturé par l'imaginaire'"
Con las tendencias post-lacanianas divisorias de sus "escuelas", el término puede tal vez volver a la cultura general, como cuando el filósofo Gilles Deleuze (1972) define el imaginario por los juegos de reflejo, de la duplicación, de la identificación de espejo y con proyección, siempre en el modo del doble o cuando Cornelius Castoriadis define lo imaginario como la capacidad que los humanos tienen para crear otras formas de existencia individual y social.